# Quererte bien
Quererte bien fue un programa especial (que consta de un único envío) de la Fundación Huésped por el Día Mundial de la Lucha contra el Sida, con el fin de ayudar a reflexionar sobre los prejuicios y la discriminación alrededor del VIH/SIDA.  
Estuvo protagonizado por Nicolás Repetto y Florencia Raggi. Con las participaciones especiales de Martín Seefeld, Andrea Politti.

## Sinopsis
Cuenta la historia de dos matrimonios, amigos de toda la vida: Martín (Repetto), casado con Andrea (Raggi); y Caro (Politti), en pareja con Horacio (Seefeld), ambas parejas tienen dos hijos adolescentes, Romina y Juan. Los jóvenes se enamoran y, en un principio, ocultan la relación a sus respectivos padres. El conflicto surge cuando se devela que uno de los dos chicos tiene VIH y sus progenitores para protegerlo de posibles reacciones adversas de la gente que prefirieron no dar a conocer su situación. Ahora, con “las cartas sobre la mesa”, se pondrán en evidencia los miedos y prejuicios acerca de la problemática y cómo cambia la percepción hacia una persona cuando se da a conocer el diagnóstico. 
Este es el noveno unitario que Canal 13 emite por el Día Mundial de la Lucha contra el Sida, con el fin de ayudar a reflexionar sobre los prejuicios y la discriminación alrededor del VIH/sida.

## Elenco
- Nicolás Repetto - Martín
- Florencia Raggi - Andrea
- Martín Seefeld - Horacio
- Andrea Politti - Carolina
- María Carámbula - Sofía
- Mariel Percossi - Romina
- Santiago Magariños - Juan
- Tomás Wicz - Germán
- Lucila Viggiano - Amiga de Romina
- Nicolás Di Pace - Novio de Germán
- Dalia Elnecave